# 新圣母圣伯拉修堂
新圣母圣伯拉修堂（Chiesa di Santa Maria Nuova e San Biagio）是意大利费拉拉的一个罗马天主教教堂，位于Aldighieri街46号。

## 历史
该堂始建于911年。自1138年称为新圣母堂。
1709年，该堂又供奉圣伯拉修，堂内保存了圣人的圣髑。
1796年，拿破仑关闭该堂，1812年重新开放。